# Pseudoparlatoria pisai
Pseudoparlatoria pisai är en insektsart som först beskrevs av Hempel 1904.  Pseudoparlatoria pisai ingår i släktet Pseudoparlatoria och familjen pansarsköldlöss. Inga underarter finns listade i Catalogue of Life.